# Wang Hui (Literaturwissenschaftler)

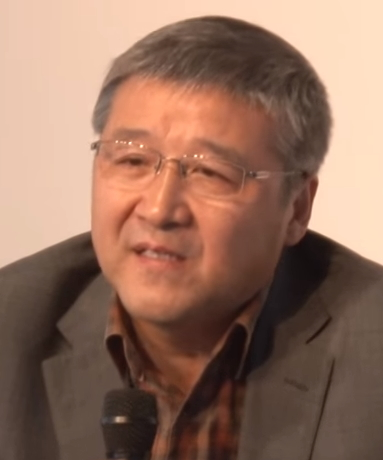
Wang Hui

Wang Hui (汪晖; geboren am 10. Oktober 1959 in Yangzhou) ist ein chinesischer Literaturwissenschaftler und Professor im Fachbereich für chinesische Sprache und Literatur an der Tsinghua-Universität in Peking.

## Biografie
Wang Hui absolvierte seine Grundstudien an der Yangzhou-Universität und setzte seine Studien an der Nanjing-Universität und der Chinesischen Akademie der Sozialwissenschaften fort, wo er 1988 promovierte.
Seine Forschungsschwerpunkte liegen auf zeitgenössischer chinesischer Literatur und Geistesgeschichte. Von Mai 1996 bis Juli 2007 war er zusammen mit Huang Ping leitender Redakteur der einflussreichen Zeitschrift Dushu (读书, Lesen). Die US-Zeitschrift Foreign Policy ernannte ihn im Mai 2008 zu einem der Top 100 öffentlichen Intellektuellen der Welt.
Er ist Ratsmitglied der Progressiven Internationalen (PI). 2024 wurde Wang zum Mitglied der Academia Europaea gewählt.

## Politische Positionen
Wang Hui wird häufig als Führungsfigur der Neuen Linken in China betrachtet, lehnt diese Bezeichnung jedoch ab, da er sich nicht mit der Kulturrevolution oder der „alten Linken“ identifizieren möchte.

## Arbeiten
Wang Hui hat zahlreiche Bücher und Artikel verfasst, und einige seiner Werke wurden ins Englische und andere Sprachen übersetzt.

## Kontroversen
Wang Hui war in eine Kontroverse um den Cheung Kong Dushu Preis (长江读书奖) im Jahr 2000 verwickelt, als er als Koordinator des akademischen Auswahlkomitees des Preises fungierte. Weiterhin wurde ihm von Wang Binbin Plagiarismus vorgeworfen, insbesondere in Bezug auf seine Doktorarbeit über Lu Xun. Einige Gelehrte und über 60 Wissenschaftler forderten die Chinesische Akademie der Sozialwissenschaften und die Tsinghua-Universität in einem offenen Brief dazu auf, den Plagiatsfall zu untersuchen.